# Epilitha
Epilitha là một chi bướm đêm thuộc họ Noctuidae.